# منطقه منیامیا
منطقه منیامیا یکی از منطقه های استان موروبه واقع در کشور پاپوآ گینه نو می باشد. مرکز این منطقه منیامیا است. این منطقه خود از ۴ فرمانداری محلی تشکیل می گردد که هر فرمانداری به منظور سهولت در امر آمارگیری خود به چند بخش تقسیم می شود. جمعیت این منطقه طبق سرشماری سال ۲۰۰۰ میلادی ۶۷٬۸۳۹ نفر ب.ده است.

## تقسیمات
این منطقه دارای ۴ فرمانداری محلی است که اسامی آن ها به شرح زیر است:
- فرمانداری محلی روستایی کاپائو
- فرمانداری محلی روستایی نانیما کاریبا
- فرمانداری محلی روستایی کومه
- فرمانداری محلی روستایی واپی